# Bernhard Klodt
Bernhard Klodt (Gelsenkirchen, 1926. október 26. – Garmisch-Partenkirchen, 1996. május 23.) nyugatnémet válogatott világbajnok német labdarúgó, csatár. Testvére Hans Klodt szintén labdarúgó volt.

## Pályafutása

### Klubcsapatban
1943-ban a Schalke 04 csapatában kezdte a labdarúgást. 1948 és 1950 között az STV Horst Emscher játékosa volt, majd visszatért a Schalkéhoz, ahol 1963-ban hagyta abba az aktív labdarúgást.

### A válogatottban
1950 és 1959 között 19 alkalommal szerepelt a nyugatnémet válogatottban és három gólt szerzett. Tagja volt az 1954-es világbajnok csapatnak. Részt vett az 1958-as svédországi világbajnokságon.

## Sikerei, díjai
NSZK
- Világbajnokság
  - világbajnok: 1954, Svájc
  - 4.: 1958, Svédország

## Magánélete
Visszavonulása után a Schalke korosztályos csapatainál tevékenykedett edzőként, illetve egy sörgyárban dolgozott értékesítőként. 1990-ben szívrohamot és agyvérzést kapott, melynek következtében a jobb oldalára lebénult.